# Оваска, Тойво
Тойво Йоханнес Оваска (фин. Toivo Johannes Ovaska; 18 декабря 1899, Рускеала — 3 января 1966, Хельсинки) — финский конькобежец и футболист, полузащитник. Участник зимних Олимпийских игр 1928 года.

## Биография
Тойво Оваска родился 18 декабря 1899 года в российском посёлке Рускеала Выборгской губернии (сейчас в Сортавальском районе Карелии).
Выступал в соревнованиях по конькобежному спорту за «Конькобежцев» из Хельсинки. Никогда не выигрывал медали чемпионата Финляндии. Лучшие результаты показал в 1923—1924 годах, когда занял 4-е место.
Четырежды участвовал в чемпионатах мира в классическом многоборье. В 1923 году в Стокгольме занял 13-е место, в 1924 году в Хельсинки — 6-е, в 1925 году в Осло — 16-е, в 1927 году в Тампере не завершил последнюю дистанцию 10 000 метров.
В 1928 году вошёл в состав сборной Финляндии на зимних Олимпийских играх в Санкт-Морице. На дистанции 500 метров поделил 11-13-е места с Ирвингом Джаффи из США и Вилли Логаном из Канады, показав результат 45,2 секунды и уступив 1,8 секунды завоевавшему золото Бернту Эвенсену из Норвегии. На дистанции 1500 метров занял 15-е место с результатом 2 минуты 29,3 секунды, уступив 8,2 секунды победителю Класу Тунбергу из Финляндии.
В 1932 году завершил выступления.
Кроме того, играл в футбол на позиции полузащитника. По меньшей мере в 1926—1927 годах выступал за ХИК из Хельсинки.
В 1926—1927 годах провёл 4 матча за сборную Финляндии. Дебютным для Оваски стал товарищеский поединок 20 июня 1926 года в Хельсинки против сборной Дании (3:2).
Умер 3 января 1966 года в Хельсинки.

## Личные рекорды
- 500 метров — 45,2 (13 февраля 1928, Санкт-Мориц)[1]
- 1500 метров — 2.27,5 (1923)[1]
- 5000 метров — 8.58,5 (1928)[1]
- 10 000 метров — 18.17,6 (1923)[1]